# Portada/article gener 22

## Retaule del Sant Esperit
El Retaule del Sant Esperit és una obra del pintor gòtic català Pere Serra ubicada a la Seu de Manresa i realitzada vers 1394. Es tracta d'un retaule de grans dimensions i de gran riquesa iconogràfica amb 22 escenes diferents (sense comptar les 36 figures de sants pintades als sis entrecarrers), i es considera l'obra mestra de l'autor. Va ser encarregat per la Confraria dels Cuiraters de Manresa que tenien el Sant Esperit com a patró. Es tracta d'una narració al voltant de la figura del Sant Esperit i la seva intercessió als principals passatges bíblics. El relat comença per la Creació del Món, la infantesa i maduresa de Jesús, la seva Passió fins l'Ascensió, la Pentecosta i els relatius a la creació de l'Església i l'inici de l'apostolat cristià.